# Robert Chemin
Robert Chemin (...) è un astronomo francese.
Il Minor Planet Center gli accredita la scoperta dell'asteroide 9554 Dumont effettuata il 13 dicembre 1985.
Gli è stato dedicato, assieme a Henriette Chemin, l'asteroide 3913 Chemin.